# Weißscheiteltaube

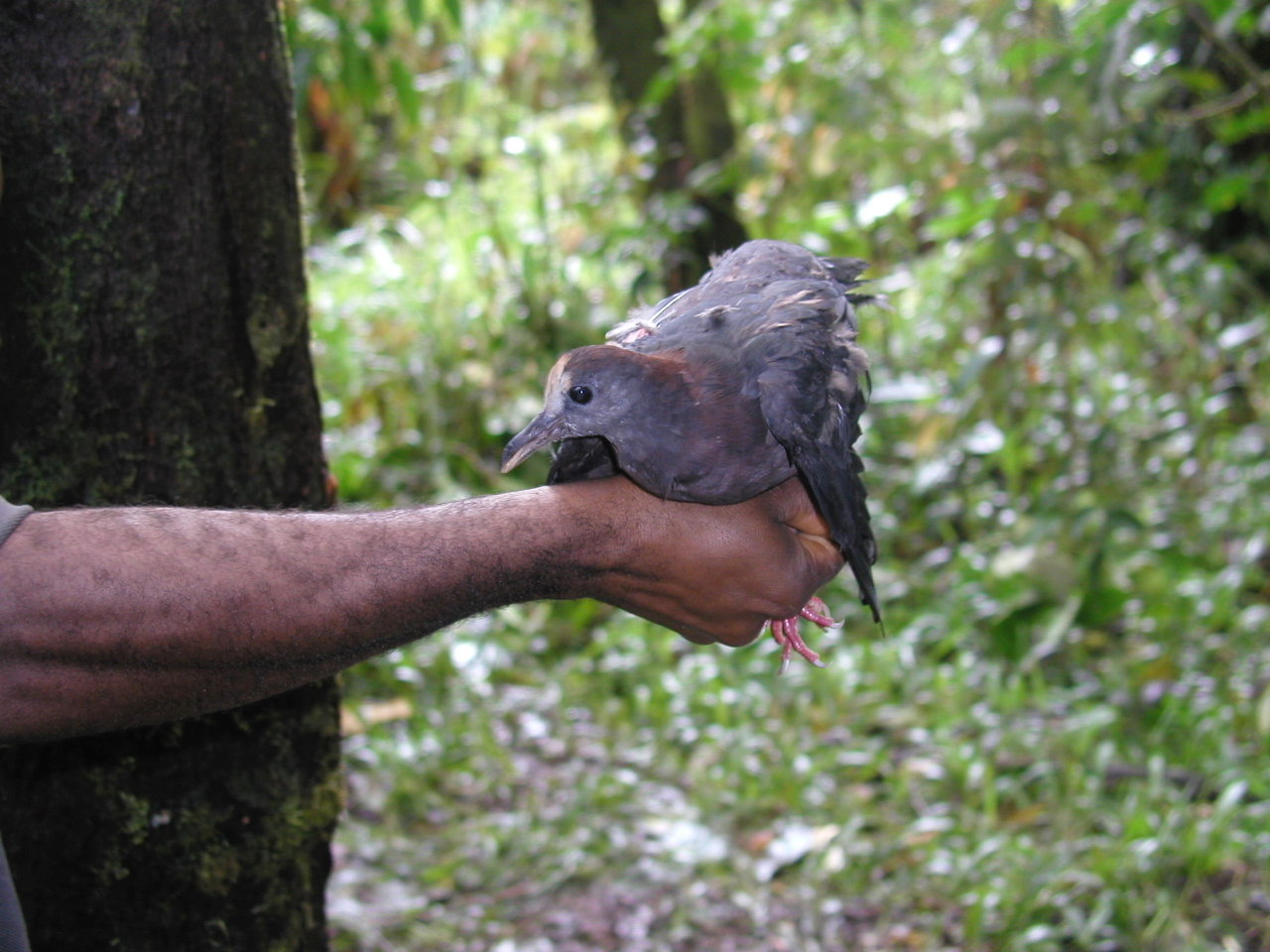
Weißscheiteltaube in der Hand

Die Weißscheiteltaube (Henicophaps albifrons), auch Langschnabeltaube oder Weißstirntaube genannt, ist eine Art aus der Gattung Henicophaps innerhalb der Familie der Tauben (Columbidae). Die Bezeichnung Weißstirntaube wird auch für eine in Nord- und Südamerika vorkommende Taubenart der Schallschwingentauben (Leptotila) verwendet.
Die Weißscheiteltaube kommt nur auf einigen südostasiatischen Inseln vor. Von der IUCN wird sie als  (=least concern – nicht gefährdet) eingestuft. Es werden zwei Unterarten unterschieden.

## Erscheinungsbild
Die Weißscheiteltaube erreicht eine Körperlänge zwischen 37 und 41 Zentimetern. Sie ist damit etwa so groß wie eine Stadttaube und ihr Gewicht liegt bei etwa 250 Gramm. Auffallend ist der sehr lange, kräftig dunkle Schnabel, der spitz zuläuft. Beim Männchen sind die Stirn und der Scheitel weiß. Das Weibchen hat dagegen eine eher gelbliche Stirn. Das Gefieder ist purpurbraun. Die Flügeldecken schimmern metallisch. Die Iris ist dunkel. Die Füße sind rötlich.

## Verwechslungsmöglichkeiten
Es kommen im Verbreitungsgebiet der Weißscheiteltaube mehrere Arten vor, mit der sie verwechselt werden kann. Die Weißwangentaube entspricht der Weißscheiteltaube in der Körpergröße und ähnelt ihr im Gefieder. Der Weißscheiteltaube fehlen jedoch der irisierende Glanz auf dem Mantel und den Flügeldecken, die für diese Art charakteristisch ist. Die Fasanentaube ist eine bodenbewohnende Art mit einem kastanienbraunen Gefieder, ist aber deutlich größer als die Weißscheiteltaube. Verwechslungsmöglichkeiten bestehen hier vor allem bei auffliegenden Tauben. Die Braunrücken-Grünflügeltaube hat wie die Weißscheiteltaube ein purpurfarbenes Gefieder mit einem metallischen Glanz und eine weiße Stirn. Sie ist aber deutlich kleiner als die Weißscheiteltaube.

## Verbreitungsgebiet
Die Weißscheiteltaube ist eine endemische Art der Papua-Region, die bezogen auf Tauben die arten- und formenreichste Weltregion ist. Sie kommt auf Neuguinea sowie den angrenzenden Inseln Aru, Misool, Salawati, Gam, Waigeo und Yapen vor. Sie ist insgesamt nicht sehr häufig, kann aber regional und saisonal in größerer Zahl auftreten. Sie besiedelt überwiegend Regen- und Monsunwald, wurde aber auch schon in trockeneren Sekundärwäldern und sogar auf Teakholz-Plantagen beobachtet. Sie kommt vom Flachland bis in Gebirgslagen in 2.150 Meter Höhe vor.
Die beiden Unterarten kommen in folgenden Regionen vor:
- H. a. albifrons G. R. Gray, 1862 – Inseln im Westen von Neuguinea (Waigeo, Salawati, Misool), Festland von Neuguinea und die Insel Yapen in der Cenderawasih-Bucht
- H. a. schlegeli (Rosenberg, 1866) – Aru-Inseln, eine Inselgruppe etwa 150 km südlich von Neuguinea in der Arafurasee.[6]

## Lebensweise
Die Weißscheiteltaube ist eine bodenbewohnende Taube, die meist einzeln oder in Paaren beobachtet wird. Ihr Nahrungsspektrum umfasst Früchte, Insekten und andere Wirbellose. Mit dem langen Schnabel untersucht sie den Boden nach Larven und Samen. Außerhalb der Zeit der Nahrungssuche ruht sie meist auf niedrigen Zweigen. Sie nimmt hier gelegentlich auch Früchte auf, die noch an den Zweigen hängen. Es ist eine eher scheue Art. Wird sie aufgescheucht, fliegt sie ohne Instrumentallaute auf und lässt sich meist in der Nähe auf einem Ast nieder, um den Eindringling zu beobachten. Über das Fortpflanzungsverhalten dieser Taube ist nur sehr wenig bekannt. Sie brütet vermutlich vor und zu Beginn der Regenzeit. Im Westen Neuguineas wurden offensichtlich brütende Weißscheiteltauben im Juni und Juli beobachtet.